# Salezjańskie Muzeum Misyjne w Warszawie
Salezjańskie Muzeum Misyjne – muzeum mieszczące się w Salezjańskim Ośrodku Misyjnym przy ul. Korowodu 20 w Warszawie. 
W placówce zgromadzono ok. 3000 eksponatów z całego świata. Stanowi drugie, co do wielkości zbiorów muzeum misyjne w Polsce. Celem jego utworzenia było przybliżenie zwiedzającym tematyki misji, ukazanie kultury i zwyczajów ludów ewangelizowanych oraz warunków pracy misjonarzy i misjonarek.

## Historia
Eksponaty gromadzone są od 1980, kiedy to podjęto decyzję o powstaniu Salezjańskiego Ośrodka Misyjnego. Dom misyjny wybudowano w 1991. Do 1995 roku, dzięki pracownikom Państwowego Muzeum Etnograficznego w Warszawie usystematyzowano wszystkie zbiory i przeprowadzono ich inwentaryzację. 
Zgromadzone przedmioty pochodzą z Ameryki Łacińskiej, Afryki, Azji, Europy, Australii i Oceanii. Eksponaty do muzeum zostały przekazane przez misjonarzy, misjonarki, wolontariuszy oraz dobrodziejów misji salezjańskich. 
Układ placówki jest związany z ostatnim snem misyjnym ks. Jana Bosko, w którym widział salezjanów na wszystkich kontynentach, począwszy od Valparaiso, przez Afrykę, do Pekinu.
Muzeum zostało otwarte 24 maja 1995.

## Działy
- Etnograficzny – m.in. indiańskie pióropusze, afrykańskie instrumenty, chińska porcelana, australijskie bumerangi.
- Przyrodniczy – m.in. siedmiometrowa skóra węża, piła ryby piły, modele iguan i małp.
- Numizmatyczny i filatelistyczny – monety i znaczki z całego świata.
- Zbiory specjalne – rękodzieła malarskie, obrazy ze skrzydeł motyli, wyroby z kości słoniowej i laki chińskiej.
- Sztuka ludowa – malowidła na skórze antylopy, przedstawiające życie codzienne w Etiopii, chusty z Zambii i rzeźby z żółtej akacji.